# Willy Rieger
Willy Rieger (Breslau, 26 de setembre de 1904 - Cuxhaven, 14 de març de 1967) fou un ciclista alemany, professional des del 1926 fins al 1935. Especialitzat en el ciclisme en pista concretament en les curses de sis dies.

## Palmarès en pista
- 1926
  - 1r als Sis dies de Dortmund (amb Fritz Knappe)
- 1928
  - 1r als Sis dies de Breslau (amb Costante Girardengo)
  - 1r als Sis dies de Frankfurt (amb Emil Richli)
- 1929
  - 1r als Sis dies de Breslau (amb Emil Richli)
  - 1r als Sis dies de Frankfurt (amb Oskar Tietz)
- 1931
  - 1r als Sis dies de Breslau (amb Piet van Kempen)